# عملیات بادی‌گارد
عملیات بادی‌گارد (انگلیسی: Operation Bodyguard) نام رمز طرح فریب نظامی جنگ جهانی دوم بود که توسط کشورهای متفقین قبل از تهاجم سال ۱۹۴۴ به شمال غربی اروپا به کار گرفته شد. هدف از این طرح گمراه کردن فرماندهی عالی آلمان در مورد زمان و مکان تهاجم بود. این طرح شامل چندین عملیات بود و با غافلگیری تاکتیکی بر آلمانی‌ها در طول پیاده‌سازی در نرماندی در ۶ ژوئن ۱۹۴۴ (روز دی) به اوج خود رسید و نیروهای کمکی آلمان به منطقه را برای مدتی پس از آن به تعویق انداخت.